# Стражув
Стражув (пол. Strażów) — село в Польщі, у гміні Красне Ряшівського повіту Підкарпатського воєводства.
Населення — 1746 осіб (2011).
У 1975-1998 роках село належало до Ряшівського воєводства.

## Демографія
Демографічна структура станом на 31 березня 2011 року:
|          | Загалом | Допрацездатний вік | Працездатний вік | Постпрацездатний вік |
| -------- | ------- | ------------------ | ---------------- | -------------------- |
| Чоловіки | 842     | 208                | 544              | 90                   |
| Жінки    | 904     | 175                | 546              | 183                  |
| Разом    | 1746    | 383                | 1090             | 273                  |